# Quince Duncan
Quince Duncan (San José de Costa Rica, 5 de dezembro de 1940) é um escritor costarriquenho, conhecido como o primeiro afro-caribenho a escrever em espanhol no país. Seu trabalho se refere, no geral, à população afro-caribenha que vive na costa caribenha do país, em especial nos arredores de Puerto Limón. Seus romances e contos já receberam o Prêmio Nacional de Literatura e o Prêmio Editorial Costa Rica. Também publicou um romance em inglês, A message from Rosa.
Foi professor da Universidade Nacional da Costa Rica, presidente da Associação de Autores e Obras Literárias, Artísticas e Científicas da Costa Rica, membro do Conselho Diretivo e presidente da editoral Costa Rica e membro do jurado dos prêmios nacionais. Estudou durante toda a sua vida a cultura dos afro-costarriquenhos com ênfase no racismo em Costa Rica.
Em 2001, a Universidade de St. Olaf em Northfield, Estados Unidos, lhe outorgou o doutorado honoris causa por seu trabalho acadêmico e literário e por sua luta a favor dos direitos humanos.
Em janeiro de 2015 foi nomeado Comissionado de Assuntos da Comunidade Afro-Costarriquenha por parte do governo de Luis Guillermo Solís Rivera.
Tem três filhos de seu primeiro matrimônio, Andrés, Jaime e Pablo. A eles dedicou Los cuentos del Hermano Araña. Também tem duas filhas de seu segundo matrimônio, Shara e Denise.